# John Love (pilote automobile)
Pour les articles homonymes, voir John Love.
John Love, né le 7 décembre 1924 à Bulawayo et mort le 25 avril 2005 à Bulawayo, est un pilote automobile rhodésien. Il a notamment pris part à quinze Grand Prix de Formule 1 dont 9 (uniquement les GP d'Afrique du Sud) en championnat du monde entre 1962 et 1972. C'est lors du GP d'Afrique du Sud 1967, qu'il a mené pendant 13 tours, qu'il a inscrit ses 6 points en championnat et signé son unique podium. John Love a également participé à de nombreuses autres épreuves africaines de Formula libre, en monoplaces.

## Biographie
John Love commence sa carrière sportive en participant à des compétitions motocyclistes aux côtés de Jim Redman mais lorsque ce dernier a l'occasion de retourner en Europe pour piloter une moto usine chez Honda, Love décide de rester en Afrique mais se reconvertit dans la course automobile dès 1956 (GP et 6 Heures d'Afrique du Sud, sur Ferrari 225 S), où il ne tarde pas à se faire remarquer en terminant sur le podium lors du Grand Prix d'Angola en 1958. 
Love finit deuxième du Grand Prix de Monaco de Formule 3 en 1961 sur Cooper T56-BMC. Il remporte ensuite le Championnat britannique des voitures de tourisme en 1962, sur Mini Cooper, et il débute également en Formule 1 en 1962 en participant à deux épreuves hors-championnat en Afrique du Sud : il dispose d'une LDS Mk1 lors du Grand Prix du Cap qu'il termine à la 9e place, puis d'une Cooper T55 au Grand Prix du Natal où il se classe 6e. Il participe également au GP d'Afrique du Sud, désormais inscrit au championnat du monde et, au volant de sa T55-Climax, se qualifie en 12e position pour terminer la course à une méritoire 8e place, à 4 tours de Graham Hill. 
En 1963 John Love est engagé pour les 24 heures du Mans mais ne confirme pas son engagement. Sa carrière est au point mort puisqu'il ne dispute que le GP du Rand (remporté par John Surtees) qu'il termine à la 4e place. Il s'engage au GP d'Afrique du Sud qui compte pour le championnat au volant de sa Cooper T55 et termine 9e de la course remportée par Jim Clark.
En 1964, John Love crée sa structure de course, John Love Racing, qui lui permet de remporter le premier de ses 6 titres de champion d'Afrique du Sud de Formule 1. Ainsi, en 1965, il remporte 13 épreuves sur 14, puis remporte sept courses en 1966 et huit lors de l'édition 1967 du championnat d'AfSud. 
En 1965, il est contraint à l'abandon sur rupture de transmission lors du GP d'Afrique du Sud (comptant pour le championnat). En 1967, le GP d'Afrique du Sud est à nouveau inscrit au championnat du monde et John Love y prend part avec une Cooper T79. Love se qualifie à une belle 5e place sur la grille de départ puis prend la tête de la course au 61e tour. Après 13 tours en tête, il doit s'arrêter au stand pour ravitailler en carburant et laisse la victoire à Pedro Rodriguez, terminant tout de même deuxième et inscrivant 6 points au championnat du monde.
En 1969, John Love remporte pour la dernière fois le championnat d'AfSud de Formule 1, puis sa carrière se met à décliner. Il va participer à 5 reprises au GP d'Afrique du Sud comptant pour le championnat du monde, sans retrouver la joie du podium (son meilleur résultat est une 8e place en 1970). Régulièrement mis à mal par Sam Tingle puis surtout par Dave Charlton, John Love raccroche son casque en 1973 pour se consacrer à la gestion de son écurie de course.
Entre 1963 et 1972, il gagne à six reprises (record) son Grand Prix national hors championnat F1 (le Grand Prix de Rhodésie), en 1963, 1965, 1967, 1968, 1971 et 1972. En 1964, 1965, 1967, 1969 et 1971, il engrange le Grand Prix du Mozambique, et en 1964, 1965, 1966, 1967 et 1968 celui d'Afrique du Sud (lors de la course en championnat du monde de Formule 1; encore 2e en 1972). Il obtient aussi la Coupe du Gouverneur général en 1967 (2e en 1966), et le titre des Springbok Trophy Series SportsCars en 1971 (SASCS, avec une Chevron B16 Spyder-Ford). Toujours en Sport, il est lauréat du Grand Prix d'Angola en 1960 (Jaguar D-Type).

## Résultats en championnat du monde de Formule 1
| Saison | Écurie           | Châssis      | Moteur            | Pneus     | GP disputés | Points inscrits | Classement |
| ------ | ---------------- | ------------ | ----------------- | --------- | ----------- | --------------- | ---------- |
| 1962   | Privé            | Cooper T55   | Climax 4 en ligne | Dunlop    | 1           | 0               | n.c.       |
| 1963   | Privé            | Cooper T55   | Climax 4 en ligne | Dunlop    | 1           | 0               | n.c.       |
| 1965   | John Love Racing | Cooper T55   | Climax 4 en ligne | Dunlop    | 1           | 0               | n.c.       |
| 1967   | John Love Racing | Cooper T79   | Climax 4 en ligne | Firestone | 1           | 6               | 11e        |
| 1968   | Team Gunston     | Brabham BT20 | Repco V8          | Firestone | 1           | 0               | n.c.       |
| 1969   | Team Gunston     | Lotus 49     | Cosworth V8       | Dunlop    | 1           | 0               | n.c.       |
| 1970   | Team Gunston     | Lotus 49     | Cosworth V8       | Dunlop    | 1           | 0               | n.c.       |
| 1971   | Team Gunston     | March 701    | Cosworth V8       | Goodyear  | 1           | 0               | n.c.       |
| 1972   | Team Gunston     | Surtees TS9  | Cosworth V8       | Firestone | 1           | 0               | n.c.       |

## Autres victoires Sport notables
- Springbok Series 1971 sur Lola T212-Ford ;
- Grand Central de Johannesburg 1960 ;
- 9 Heures de Johannesburg 1960 (avec Dawie Gous, sur Porsche 550) ;
- 9 Heures de Kyalami 1961 (avec Gous, sur Porsche 550; 2e en 1964 et 1967, 3e en 1968) ;
- 3 Heures de Bulawayo 1969 et 1970 ;
- 3 Heures de Roy Hesketh 1969 et 1971 (2e 1970) ;
- 3 Heures du Cap 1971.